# Samantha Bond

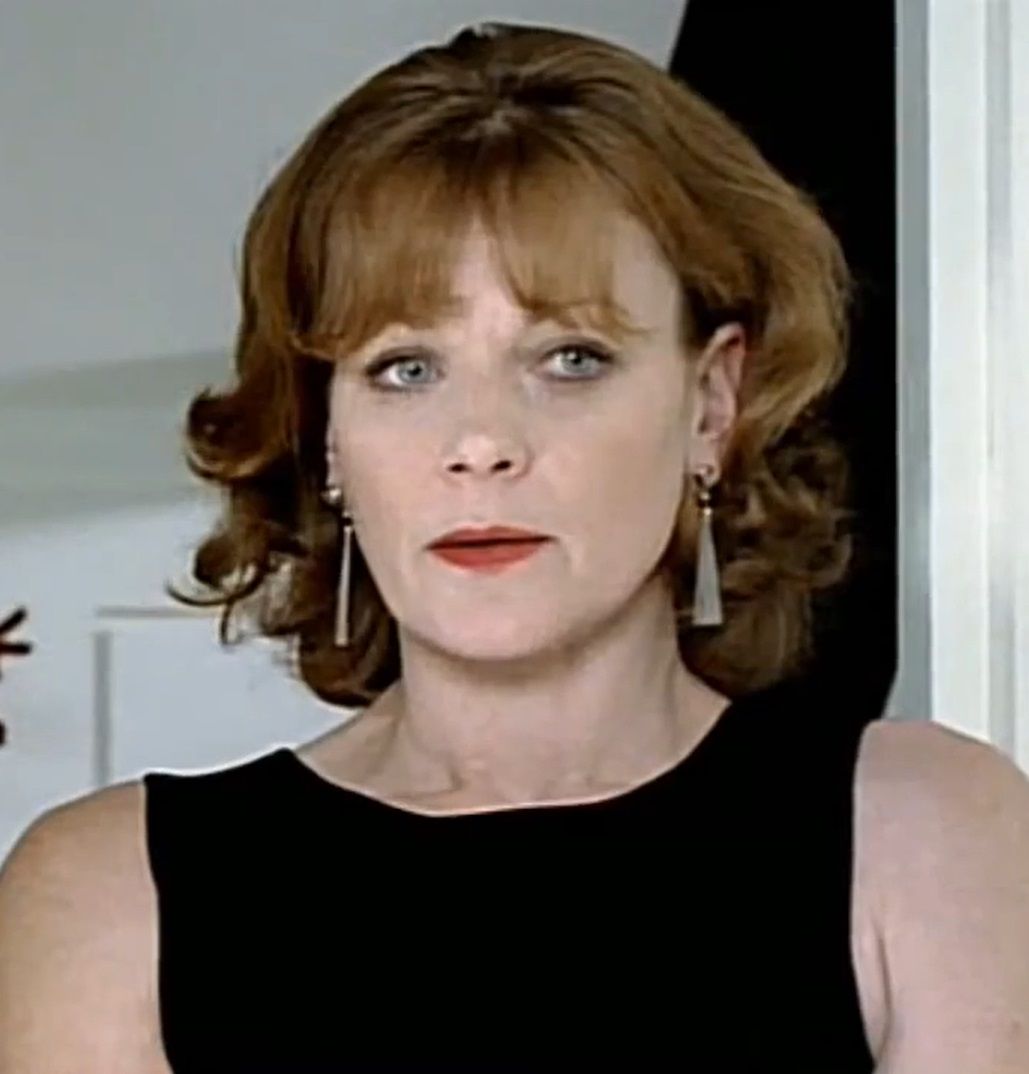
Samantha Bond im Jahr 2004

Samantha Bond (* 27. November 1961 in London) ist eine britische Schauspielerin. Sie ist bekannt durch ihre Rolle als Miss Moneypenny in den vier James-Bond-Filmen mit Pierce Brosnan (1995 bis 2002). Sie war nach Lois Maxwell und Caroline Bliss die dritte Schauspielerin, die diese Rolle übernahm.

## Privatleben
Samantha Bond ist die Tochter des Schauspielers Philip Bond (1934–2017) und Pat Sandys. Sie hat zwei Geschwister, Abigail und Matthew Bond, die ebenfalls Schauspieler sind. Bond ist mit ihrem Landsmann und Schauspielkollegen Alexander Hanson verheiratet und hat mit ihm eine Tochter und einen Sohn.

## Karriere

### Theater
Ihre Schauspielausbildung absolvierte sie an der Bristol Old Vic Theatre School. Erste Bühnenerfahrungen sammelte sie 1983 in der Southamptoner Produktion von Daisy Pulls it Off. Als Mitglied der Royal Shakespeare Company trat sie erstmals 1987 in Christopher Hamptons Theateradaption von Gefährliche Liebschaften am Ambassadors Theatre in London auf. Während des Renaissance Shakespeare Festivals im Jahre 1988 war sie in verschiedenen Shakespeare-Stücken zu sehen, die von der Renaissance Theatre Company produziert wurden, so in Hamlet und Wie es euch gefällt, außerdem übernahm sie an der Seite von Kenneth Branagh die Hauptrolle in Viel Lärm um nichts, welches von Judi Dench inszeniert wurde. Mit Judi Dench als Kollegin war sie von 1997 bis 1998 in David Hares Theaterstück Amy’s View am Royal National Theatre in London auf der Bühne zu sehen, welche bereits zusammen aus James Bond 007 – GoldenEye als Geheimdienstchefin M und deren Sekretärin Miss Moneypenny bekannt waren.
2002 trat sie neben ihren Kino- und Fernsehrollen auf Londoner Bühnen auf, so im Shakespeare-Klassiker Macbeth als Lady Macbeth am Albery Theatre und in Oscar Wildes Komödie Eine Frau ohne Bedeutung am Theatre Royal Haymarket. Ab 2006 legte sie ihren Schwerpunkt wieder auf Theaterengagements, so spielte sie in der Neuinszenierung von Michael Frayns Donkey's Years am Comedy Theatre mit, 2009 in Tom Stoppards Arcadia am Duke of York's Theatre, 2010 in Oscar Wildes Komödie Ein idealer Gatte und 2012 in Joe Ortons Farce What The Butler Saw an der Seite von Omid Djalili, beide Male im Vaudeville Theatre.

### Film und Fernsehen
Internationalen Bekanntheitsgrad erhielt sie durch die Rolle der Miss Moneypenny in den vier aufeinanderfolgenden James-Bond-Filmen GoldenEye (1995), Der Morgen stirbt nie (1997), Die Welt ist nicht genug (1999) und Stirb an einem anderen Tag (2002) mit Pierce Brosnan als Protagonisten.
Sie war außerdem in zahlreichen britischen Fernsehserien zu sehen, am bekanntesten ist die Fernsehadaption von Emma (1996) mit Kate Beckinsale in der Hauptrolle. 2001 spielte sie die Kommissarin Maureen Picasso im britischen Fernsehkrimi NSC Manhunt und 2004 die Ehefrau von Peter Davison in the Dramedy Distant Shores des Senders ITV. 2006 wurden einige Folgen als Fortsetzung gedreht, aber erst 2008 gesendet. Seit 2007 tritt sie wiederkehrend als Sues Schwester Auntie Angela in der BBC-Comedyserie Outnumbered auf. 2009 durfte sie in der zweiten Folge der biografischen Fernsehserie The Queen Königin Elisabeth II. während der frühen 1970er Jahre darstellen. In der Kostümdramaserie Downton Abbey sah man sie seit 2010 als Lady Rosamund, die Schwester von Lord Grantham.

## Filmografie (Auswahl)

### Fernsehen
- 1986: Ein Mord wird angekündigt (Agatha Christie’s Miss Marple: A Murder Is Announced)
- 1990: Agatha Christie’s Poirot (Fernsehserie, Folge Mord im Mietpreis inbegriffen)
- 1992: Inspektor Morse, Mordkommission Oxford (Inspector Morse, Fernsehserie, Folge Dead on Time)
- 1996: Emma
- 2001: NCS Manhunt
- 2001: Inspector Barnaby (Midsomer Murders): Fernsehserie, Staffel 4, Folge 2: Ein Männlein stirbt im Walde (Destroying Angel)
- 2005–2006: Distant Shores (Fernsehserie)
- 2007: The Sarah Jane Adventures (Fernsehserie, Folge 1x01)
- 2007: Fanny Hill (Fernsehserie, 2 Folgen)
- 2007: Inspector Lynley (The Inspector Lynley Mysteries, Fernsehserie, 1 Folge)
- 2007–2014: Outnumbered (Fernsehserie, 10 Folgen)
- 2008: Hotel Babylon (Fernsehserie, 1 Folge)
- 2008: Inspector Barnaby (Midsomer Murders): Fernsehserie, Staffel 11, Folge 1: Wenn der Morgen graut (Shot At Dawn)
- 2008: Agatha Christie’s Marple (Fernsehserie, 4. Staffel, Folge Why Didn’t They Ask Evans)
- 2009: The Queen (Fernsehserie, Folge 1x02)
- 2009: Lark Rise to Candleford (Fernsehserie, Folge 2x08)
- 2010: New Tricks – Die Krimispezialisten (New Tricks, Fernsehserie, 1 Folge)
- 2010–2015: Downton Abbey (Fernsehserie, 18 Folgen)
- 2011: Inspector Barnaby (Midsomer Murders): Fernsehserie, Staffel 14, Folge 1: Unter Oldtimern (Death In The Slow Lane)
- 2011: London’s Burning (Fernsehfilm)
- 2013: Playhouse Presents (Fernsehserie, Folge 2x03 The Call Out)
- 2015–2016: Home Fires (Fernsehserie, 12 Folgen)
- 2016: Murdoch Mysteries (Fernsehserie, 2 Folgen)
- 2017: Eine königliche Winterromanze (A Royal Winter, Fernsehfilm)
- 2017: Election Spy (Fernsehserie, 9 Folgen)
- 2018: Moving On (Fernsehserie, Folge 9x05 The Registrar)
- 2018: The Queen and I (Fernsehfilm)
- 2019: Silent Witness (Fernsehserie, 2 Folgen)
- 2020: Death in Paradise (Fernsehserie, Folge 9x05 Switcharoo)
- 2022: The Presence of Love (Fernsehfilm)
- 2022: Red Riding Hood: After Ever After (Fernsehfilm)
- 2023: Dreamland (Fernsehserie, 2 Folgen)
- 2023: The Inheritance (Fernsehserie, 4 Folgen)

### Kinofilme
- 1989: Erik der Wikinger (Erik the Viking)
- 1995: James Bond 007 – GoldenEye (GoldenEye)
- 1997: James Bond 007 – Der Morgen stirbt nie (Tomorrow Never Dies)
- 1998: Anwältinnen küsst man nicht (What Rats Won’t Do)
- 1999: James Bond 007 – Die Welt ist nicht genug (The World Is Not Enough)
- 2002: James Bond 007 – Stirb an einem anderen Tag (Die Another Day)
- 2004: Blinded
- 2019: Cold Blood Legacy
- 2021: School’s Out Forever
- 2021: The Kindred
- 2022: Downton Abbey II: Eine neue Ära (Downton Abbey: A New Era)
- 2022: The Stranger in Our Bed
- 2022: Hounded